# Calapodium
Calapodium é um género botânico pertencente à família Lamiaceae.

## Espécie
- Calapodium pillichianum

## Nome e referências
Calapodium (J.Wagner ) J.Holub